# Electron beam physical vapor deposition

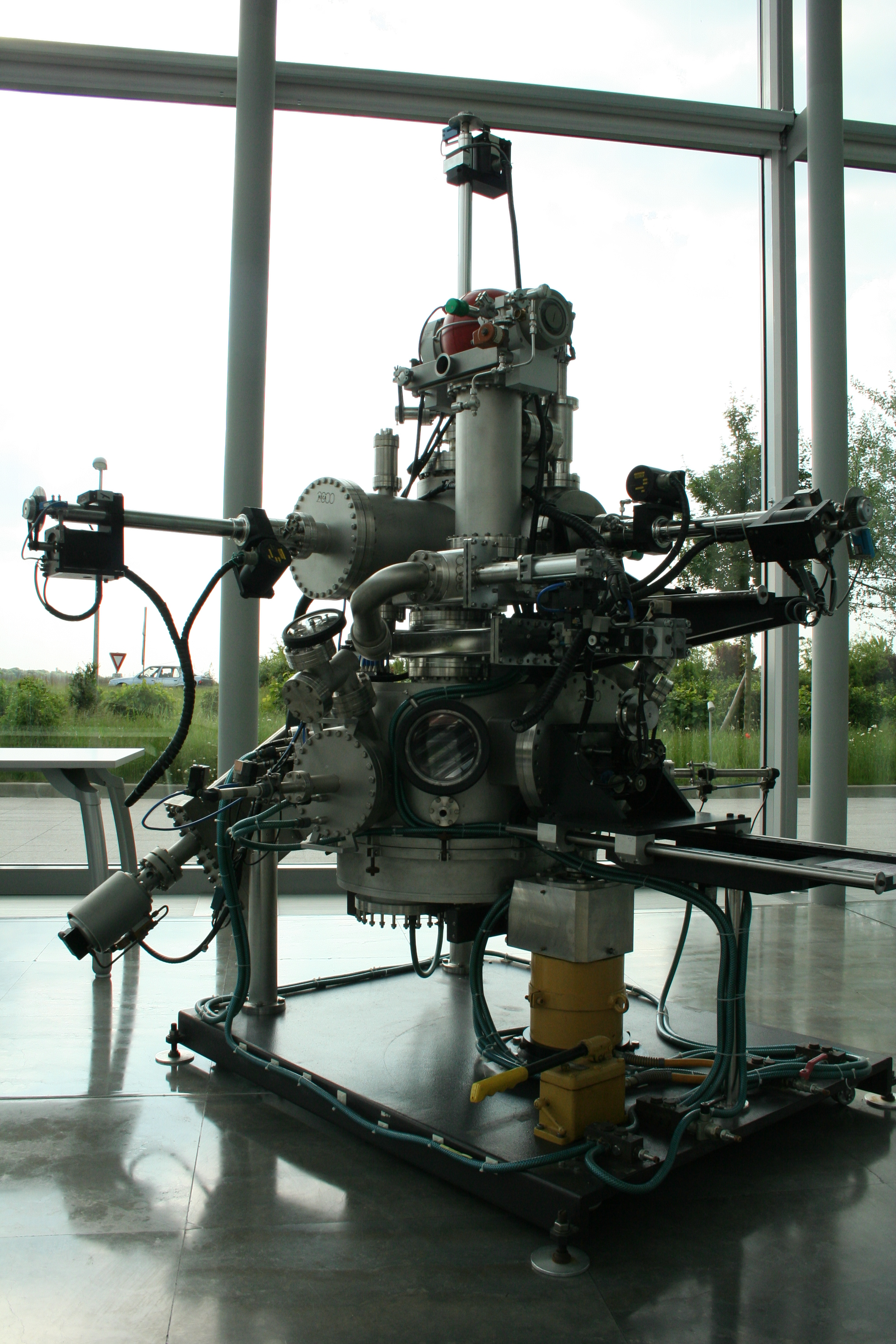
Evaporateur métallique « E-gun » utilisé au centre de recherche « Thales Research & Technology » du milieu des années 80 jusqu’en 2004 pour l’évaporation des sandwichs métalliques de contact ohmique et de grille.

L’évaporation par faisceau d’électrons (aussi évaporation par faisceau électronique ; en anglais : Electron-beam physical vapor deposition / EBPVD, aussi simplement electron-beam evaporation) est une forme de dépôt physique en phase gazeuse, plus spécifiquement d’évaporation sous vide, dans laquelle une anode cible sous vide poussé est bombardée par un faisceau d’électrons émis par un canon à électrons. Le faisceau d’électrons chauffe localement la cible, dont la matière (atomes ou molécules) se vaporise et condense sous forme de couche mince sur le substrat (et les parois de la chambre à vide),.

## Introduction

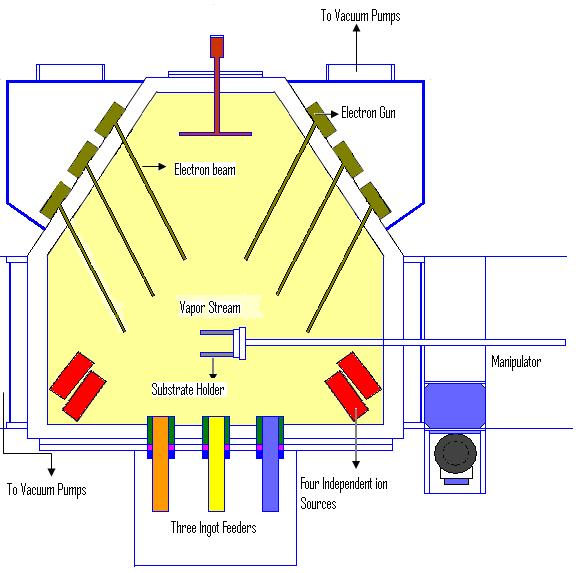
Schéma d’une installation d’évaporation par faisceau d’électrons (EBPVD).

Le dépôt de couches minces est une famille de procédés largement utilisés, notamment :
- dans l’industrie des semi-conducteurs, pour la fabrication de matériel électronique ;
- dans l’industrie aérospatiale, pour créer des revêtements de protection thermiques et chimiques afin de protéger les surfaces contre les environnements corrosifs ;
- en optique, pour conférer la réflectance (ou la transmittance) souhaitée à un substrat ;
- en mécanique (aussi pour l’usinage : les outils de coupe), pour des revêtements anti-usure ;
- et ailleurs dans l’industrie, pour modifier des surfaces et obtenir les propriétés désirées.

Les processus de dépôt peuvent être classés en dépôt physique en phase vapeur (PVD) et dépôt chimique en phase vapeur (CVD). En CVD, la croissance du film se déroule à des températures élevées, conduisant à la formation de produits gazeux corrosifs, et il peut laisser des impuretés dans le film.
Le processus de PVD peut être effectué à des températures inférieures et sans produits corrosifs, mais les vitesses de dépôt sont généralement plus faible. Avec l’évaporation par faisceau d’électrons, cependant, on obtient un taux de dépôt élevé de 0,1 à 100 µm/min à une température de substrat relativement faible, avec une efficacité très élevée d’utilisation de matière.

## Processus de dépôt en couche mince

### Évaporation de la source
Dans un système EBPVD, la chambre de dépôt (photo et schéma ci-contre) est usuellement sous haut vide, à une pression de  × 10-4 Torr, soit environ  × 10-2 Pa. Le matériau à évaporer est sous forme de lingot. On peut avoir plusieurs canons à électrons, ayant chacun une puissance de quelques dizaines à des centaines de kW. Pour chaque source, le faisceau d’électrons ainsi généré est accéléré à une énergie cinétique élevée et concentré sur le lingot. Lorsque la tension d’accélération est comprise entre 20 kV - 25 kV et le courant du faisceau de quelques ampères, ~ 85 % de l’énergie cinétique des électrons est convertie en énergie thermique lorsque le faisceau frappe la surface du lingot ; les pertes sont  ~15% par émission d’électrons secondaires (et ~0.1% par rayons X). La température de surface du lingot augmente, entrainant la formation de liquide fondu en surface, qui s’évapore dans le vide.
Le lingot est lui-même enfermé dans un creuset en cuivre, refroidi par circulation d’eau. Le niveau de  liquide en fusion à la surface du lingot est maintenu constant par le déplacement vertical du lingot. Le nombre de lingots dépend du matériau à déposer. Le taux d’évaporation peut atteindre 1 × 10−2 g cm−2 s−1, bien plus que la pulvérisation,.

### Stoechiométrie des couches
Certains composés, comme les carbures réfractaires tels que le carbure de titane et les borures comme le borure de titane et le borure de zirconium, peuvent se vaporiser de manière congruente, c’est-à-dire en conservant leur stoechiométrie. Ces composés sont déposés par évaporation directe. Dans ce processus, ces composés, compactés sous la forme de lingot, sont évaporés dans le vide par le faisceau focalisé d’électrons de haute énergie et les vapeurs sont condensées directement sur le substrat.
Certains oxydes réfractaires et carbures subissent une décomposition partielle lors de leur évaporation par le faisceau d’électrons, ce qui entraine une stœchiométrie différente du matériau initial. Par exemple, l’alumine (Al2O3), évaporée par faisceau d’électrons, se dissocie partiellement. Certains carbures et nitrures réfractaires (tels que SiC, WC, TiN, ZrN et AlN) se décomposent par chauffage et les éléments dissociés ont des volatilités différentes. Ces composés peuvent être déposés sur le substrat soit par évaporation réactive ou par coévaporation. Dans le processus d’évaporation réactive, le métal est évaporé à partir du lingot par le faisceau d’électrons. Les vapeurs sont transportées par le gaz réactif, qui est de l’oxygène en cas d’oxydes ou de l’acétylène dans le cas des carbures. Lorsque les conditions thermodynamiques sont réunies, les vapeurs réagissent avec les gaz à proximité du substrat pour former le film. Les films de carbure métallique peuvent aussi être déposés par la coévaporation. Dans ce processus, deux lingots sont utilisés, l’un pour le métal et l’autre pour le carbone. Chaque lingot est chauffé avec une énergie de faisceau différent de sorte que leur taux d’évaporation peut être contrôlé. Quand les vapeurs arrivent à la surface, elles se combinent chimiquement dans de bonnes conditions thermodynamiques pour former une couche mince de carbure métallique.

### Le substrat
Le substrat sur lequel le dépôt de couche doit avoir lieu est nettoyé aux ultrasons et fixé sur le porte-substrat. Le porte-substrat est attaché à l’arbre de manipulateur. L’arbre manipulateur se déplace en translation pour ajuster la distance entre le lingot source et le substrat. L’arbre tourne aussi le substrat à une vitesse spécifique afin que le film se dépose uniformément.
Le substrat peut être chauffé afin d’améliorer la compacité des couches, selon la température homologue et le diagramme structure-zone de Movchan & Demchishin,,; ce chauffage peut être réalisé par un flux d’électrons à haute énergie de l’un des canons à électrons ou par rayonnement infrarouge, avec des lampes de chauffage.
La microstructure et la compacité des couches peut aussi être optimisée par bombardement ionique (cf. ci-après).

### Dépôt assisté par flux ionique
Certains systèmes EBPVD sont équipés de canons ioniques. Ces sources d’ions sont utilisées sur le substrat pour la gravure, le nettoyage et le contrôle de la microstructure du substrat : on parle de dépôt assisté par flux ionique (anglais : IBAD – ion-beam assisted deposition). Les faisceaux d’ions bombardent la surface et modifient la microstructure du film. Lorsque la déposition a lieu sur la surface du substrat chaud, les films peuvent développer une contrainte de tension interne due à l’inadéquation des coefficients de dilatation thermique entre le substrat et le film. Des ions à haute énergie peuvent être utilisés pour bombarder ces revêtements et y induire une contrainte de compression. Le bombardement ionique augmente également la densité du film (réduction de la microporosité) modifie la taille de grain et transforme un film amorphe en film polycristallin. Des ions à faible énergie sont utilisés pour la croissance de films pour la production de circuits intégrés.
Si le procédé est réalisé dans une atmosphère (cf. stoechiométrie ci-dessus) ou si la vapeur est ionisée, un potentiel négatif d’une tension de 100 V à 500 V peut être appliqué sur le substrat pour y induire un bombardement ionique,.
Note. Il ne faut pas confondre cette assistance ionique permettant de modifier et densifier la couche avec deux procédés différents de dépôt physique de couches minces utilisant un canon ionique.
1. La pulvérisation par faisceau ionique (anglais : ion-beam sputtering – IBS), où le faisceau bombarde une cible du matériau à déposer.
2. Le dépôt par faisceau ionique (anglais : ion-beam deposition – IBD), où le canon ionique dépose directement la couche mince sur le substrat.

## Avantages et inconvénients de l’EBPVD

### Avantages
Le taux de dépôt dans ce procédé peut être aussi faible que 1 nm par minute et aller jusqu’à un maximum de quelques micromètres par minute. L’efficacité de l’utilisation des matériaux est élevée par rapport à d’autres méthodes, et le procédé offre un contrôle structurel et morphologique du film.
Un gros avantage par rapport à la variante classique de l’évaporation sous vide (creuset chauffé par effet Joule) est le chauffage direct, ce qui évite largement l’interdiffusion avec le creuset (contamination de la source et dégradation du creuset).
En raison du taux très élevé de déposition, ce procédé a une application industrielle potentielle pour les revêtements de protection d’usure et thermique dans l’industrie aérospatiale, les revêtements durs dans l’industrie d’outillage et outils de coupe et des films électroniques et optiques dans l’industrie des semi-conducteurs.

### Inconvénients
L’EBPVD, comme l’évaporation sous vide en général, est un processus de dépôt « à vue ». Les mouvements de translation et de rotation du substrat améliorent lʼuniformité du revêtement de surfaces extérieures de géométrie complexe, mais ce processus ne peut pas être utilisé pour recouvrir une surface intérieure de géométrie complexe (vias, tranchées, rugosité, etc.).
Par rapport à la pulvérisation cathodique, les atomes incidents n’ont qu’une faible énergie thermique, ce qui est moins efficace pour densifier la couche, comme le montre le modèle structure-zone modifié de Thornton. Ce désavantage peut cependant être compensé par un bombardement ionique.
Un autre problème potentiel est que la dégradation du filaments du canon à électrons entraine un taux d’évaporation non uniforme.